# Lonchoptera anderssoni
Espèce
Lonchoptera anderssoni est une espèce de diptères de la famille des Lonchopteridae.